# District d'Anju
Pour les articles homonymes, voir Anju.
Le district d'Anju (安居区 ; pinyin : Ānjū Qū) est une subdivision administrative de la province du Sichuan en Chine. Il est placé sous la juridiction de la ville-préfecture de Suining.